# San Juan (Santibáñez del Río)

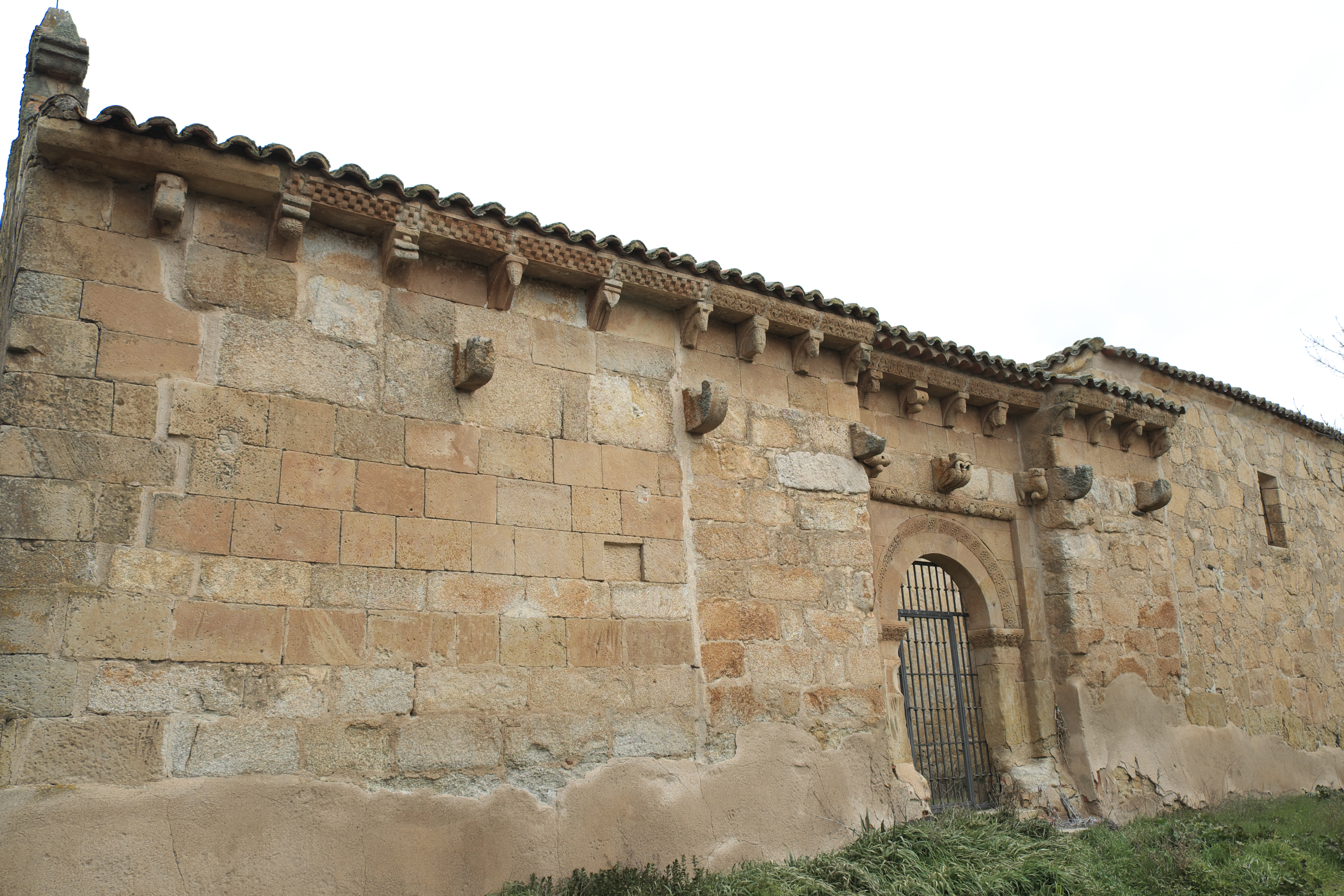
Ansicht von Südwesten

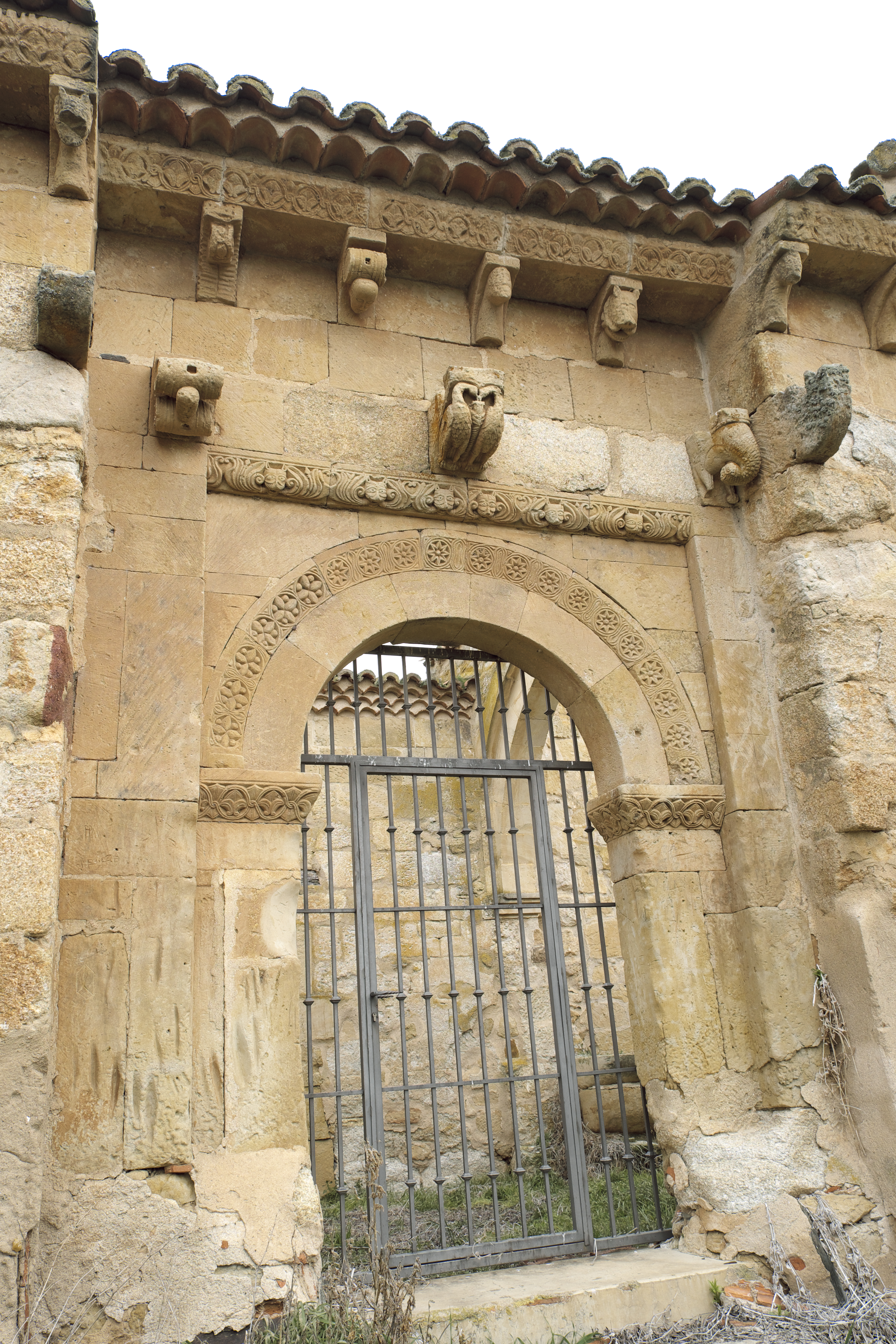
Portal

Die Kirche San Juan, auch San Juan ante Portam Latinam, in dem fast aufgegebenen Dorf Santibáñez del Río gehört zur Gemeinde Doñinos de Salamanca und liegt in der Nähe der Stadt Salamanca, der Hauptstadt der gleichnamigen Provinz in der spanischen Autonomen Region Kastilien-León. Die frühe romanische Kirchen wurde gegen Ende des 11. oder zu Beginn des 12. Jahrhunderts errichtet. 1983 wurde die dem Verfall preisgegebene Kirche, die kein Dach mehr besitzt, zum Baudenkmal (Bien de Interés Cultural) erklärt.
San Juan ante Portam Latinam ist ein Patrozinium von Johannes dem Apostel und Evangelisten, der einer Legende zufolge vor der Porta Latina in Rom ein Martyrium durch Eintauchen in siedendes Öl erlitten und überlebt haben soll. Gedenktag ist der 8. Mai.

## Architektur
Die Kirche ist einschiffig und aus regelmäßig behauenen Sandsteinquadern errichtet. Unter dem Dachansatz verlaufen Kragsteine mit Darstellungen von Tieren, menschlichen Köpfen und geometrischen Formen. Die Steinplatten, die das Dach tragen, sind fast durchgängig mit einem Fries aus Rosetten oder mit einem Schachbrettmuster verziert.

## Portal
Besondere Beachtung verdient das Rundbogenportal der Südfassade, das nur eine einzige Archivolte aufweist. Diese ist mit einem Fries von Rosetten besetzt. Das Portal wird von einem Alfiz eingerahmt, dessen oberer Abschluss mit einem Fries aus Blattwerk und kleinen katzenartigen Köpfen skulptiert ist.
Die drei großen Kragsteine über dem Portal dienten vermutlich ursprünglich dazu, ein Vordach oder Vestibül zu tragen. Auf dem linken Stein ist ein menschlicher Kopf zwischen zwei Fässern dargestellt, auf dem rechten ein Elefant und in der Mitte zwei Vögel, die gemeinsam aus einem Brunnen trinken.
Die beiden ersten Wölbsteine des Portals sind mit einer lateinischen Inschrift versehen. Die Inschrift des linken Steines lautet: QUISQUIT AM / AT CHRISTUM MUNDUM / NON DILIGIT ISTUM / SED QUASI FECTOREM (sic) SPERIT ILLI AMORES (Jeder der Christus liebt, wähle nicht diese Welt, sondern hoffe auf seine Liebe). Die Inschrift der rechten Seite lautet: O RIVES, RIVES / NON OMNI TEMPORE / VIVES FAC BENE DUM / VIS POST MORTEM / VIVERE SI VIS (O Rives, Rives du lebst nicht für immer, tue Gutes während du lebst, wenn du nach dem Tode leben möchtest).

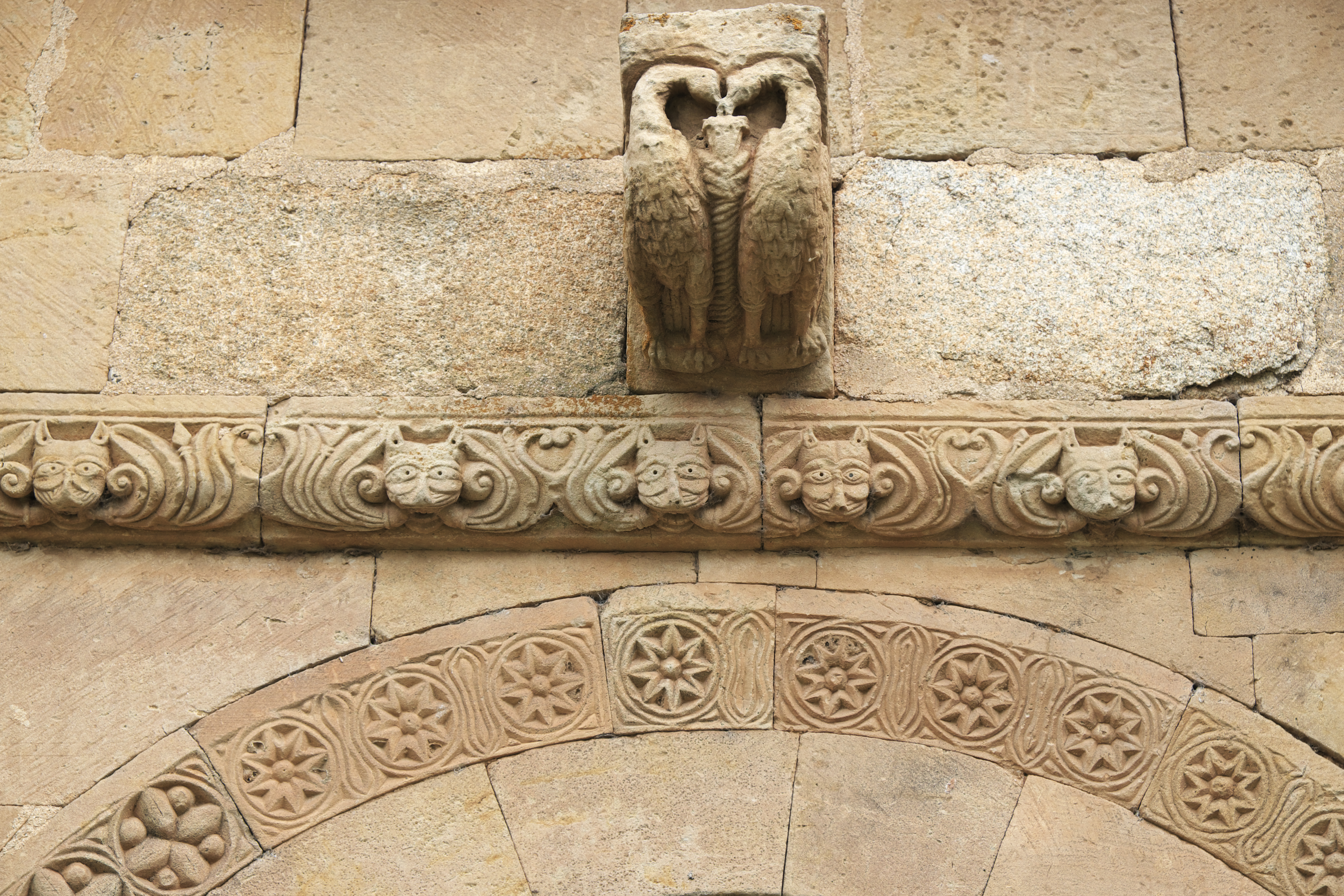
Kragstein über dem Portal
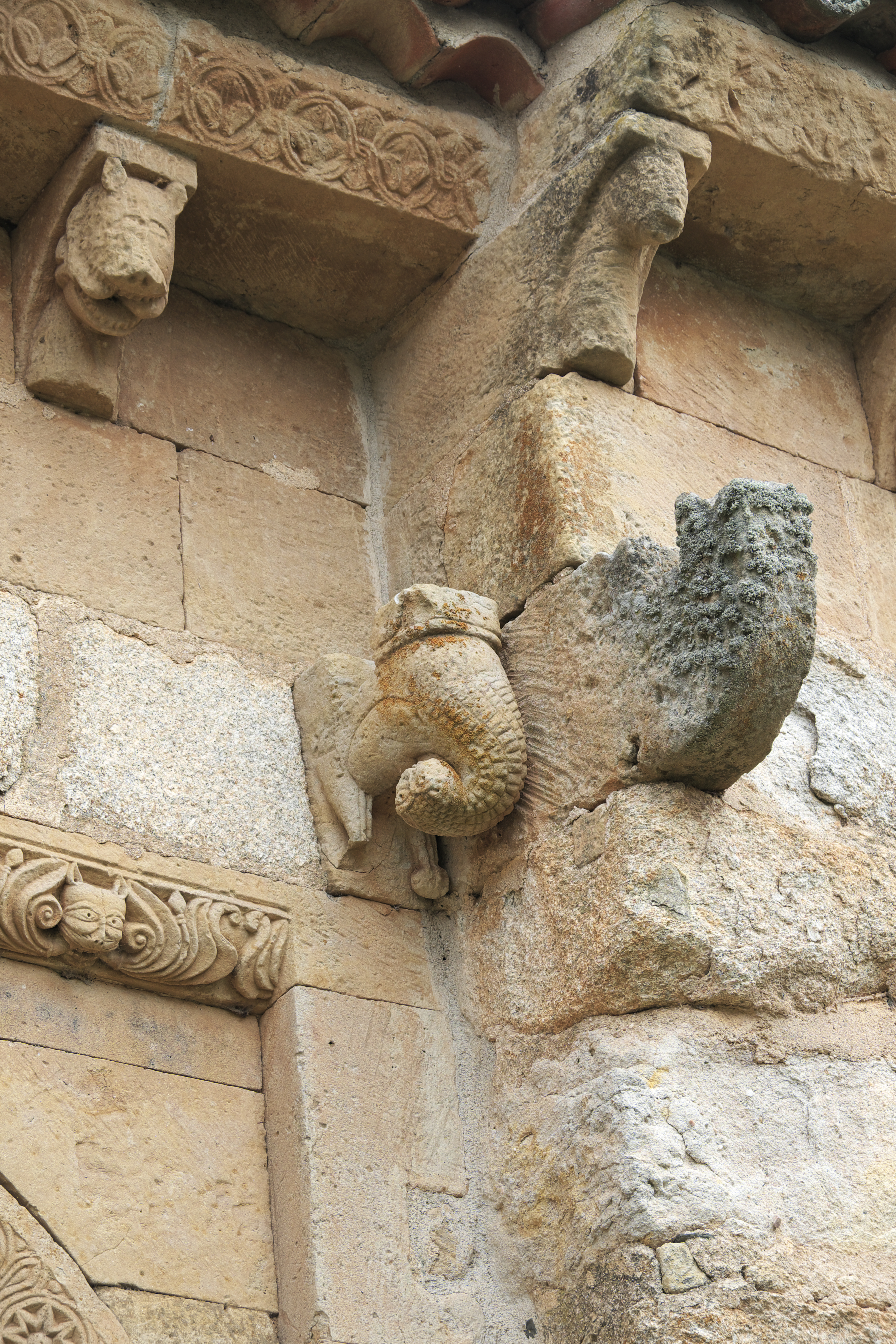
Kragsteine über dem Portal
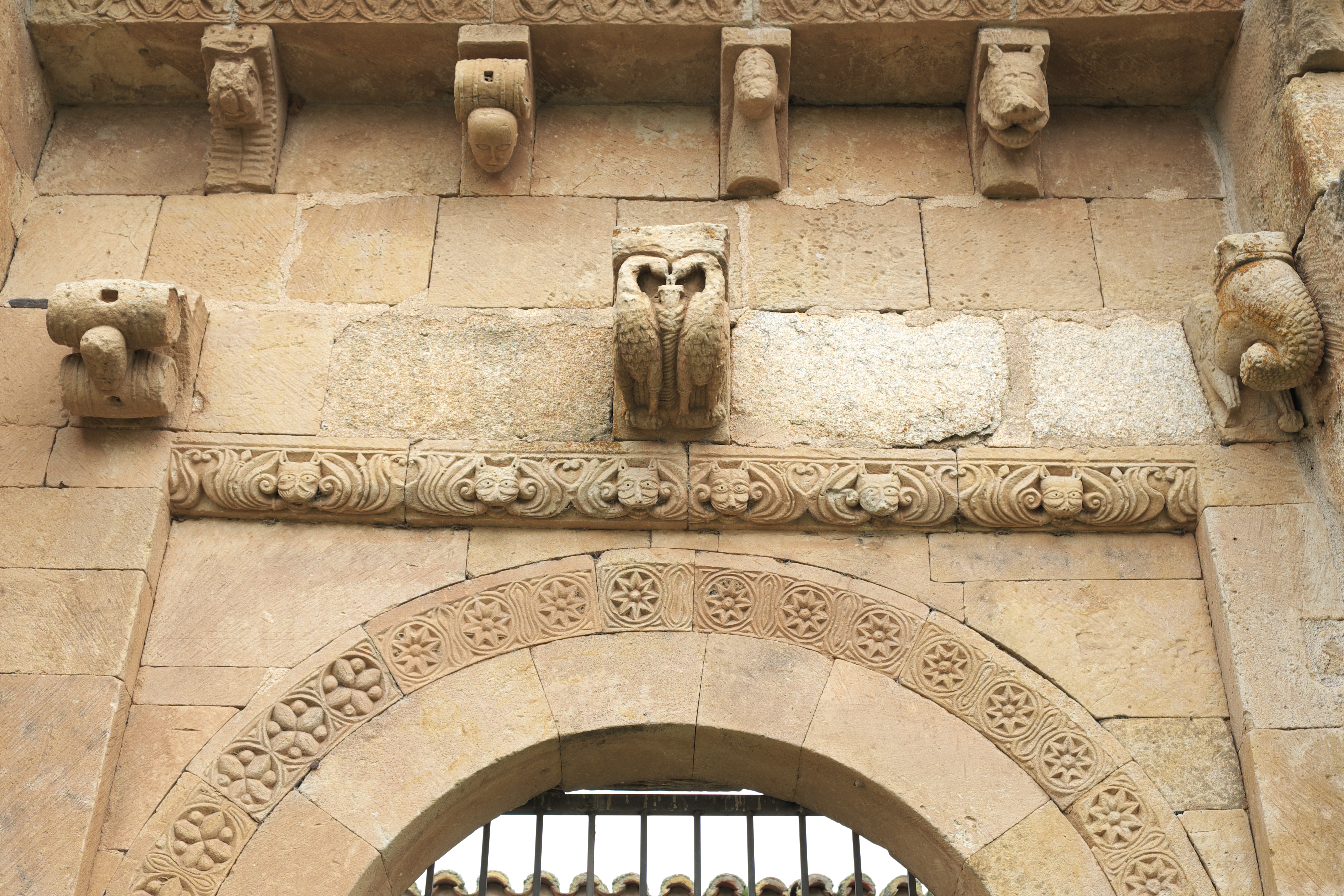
Kragsteine und Friese am Portal
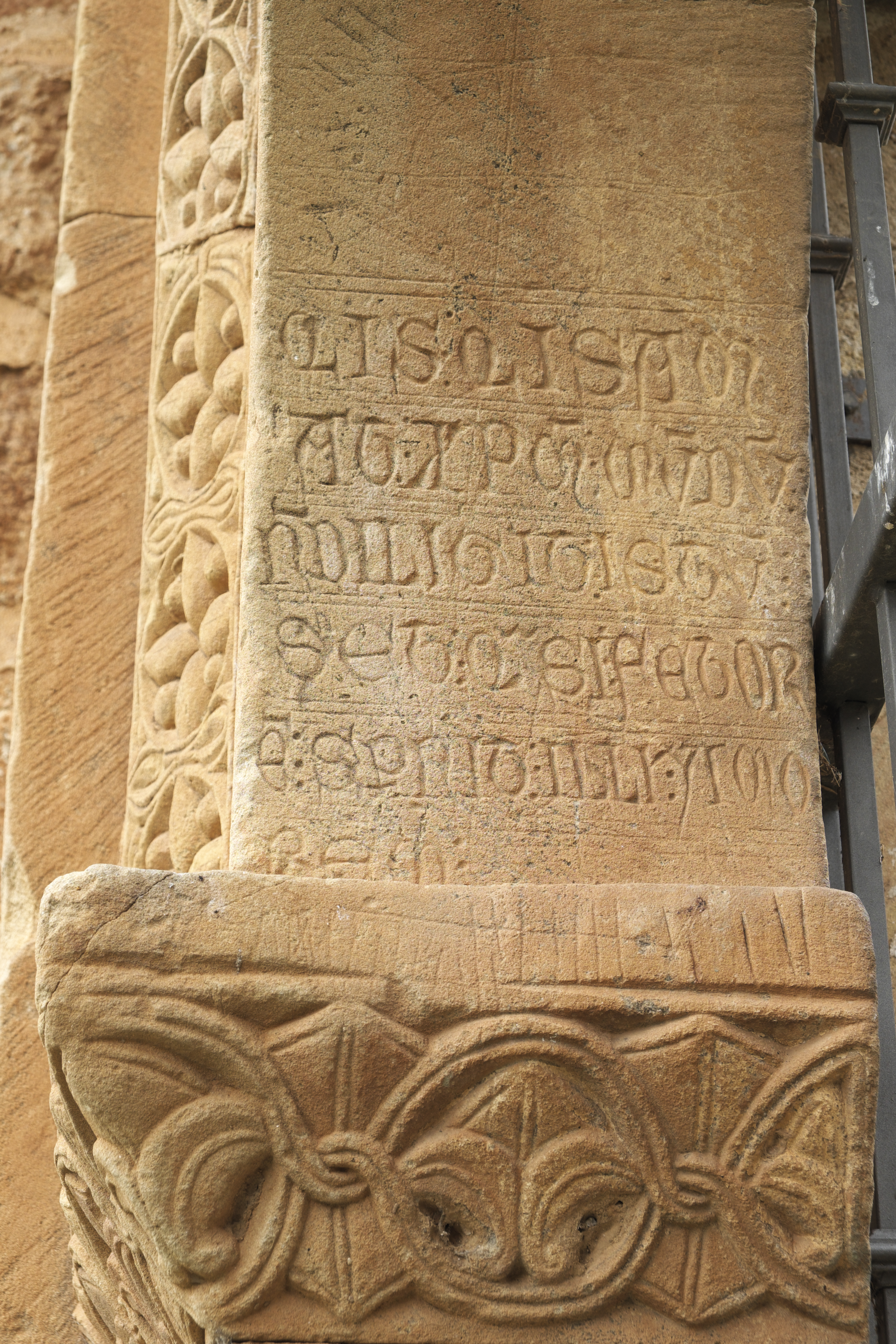
Lateinische Inschrift links am Portal